# باشگاه فوتبال نفت مسجدسلیمان
باشگاه فوتبال نفت مسجدسلیمان یک باشگاه فوتبال در استان خوزستان و در شهر مسجدسلیمان،است. 
این باشگاه توانست در فصل ۹۳–۱۳۹۲ جواز صعود از لیگ آزادگان به لیگ برتر خلیج فارس را کسب کند. ورزشگاه بهنام محمدی در شهر مسجدسلیمان، ورزشگاه خانگی این باشگاه است. با ورود این تیم به لیگ برتر و در پی مصوبه هیئت وزیران مبنی بر عدم حمایت وزارتخانه‌های دولتی از ورزش قهرمانی، شرکت ملی مناطق نفت‌خیز جنوب که مالک اصلی این باشگاه محسوب می‌شد، نتوانست در اولین سال حضور تیم در لیگ برتر، از این باشگاه حمایت مالی نماید، که در پی آن باشگاه با مشکلات مالی فراوانی روبرو شد و در نهایت به لیگ آزادگان سقوط کرد. این تیم در فصل ۹۷–۱۳۹۶ با هدایت محمود فکری قهرمان شد و به مسابقات لیگ برتر بازگشت.

## پیشینه

### ورود فوتبال به مسجدسلیمان
پس از کشف نفت در مسجدسلیمان و حضور چشمگیر کارکنان انگلیسی شاهد ورود رشته‌های مختلف ورزشی در مسجدسلیمان بودیم. فوتبال یکی از رشته‌هایی است که پس از اکتشاف نفت در شهر مسجدسلیمان، از جایگاه ویژه‌ای در این شهر برخوردار شد. تا پیش از انقلاب ۱۳۵۷ تیم‌هایی همچون تاج (استقلال)، هخامنش، شاهین، دارایی و پاس در مسجدسلیمان وجود داشت. در این سال‌ها تیم تاج مسجدسلیمان اولین تیم شهرستانی ایران بود که موفق شد در سال ۱۳۵۱ تیم پرسپولیس تهران را شکست دهد.
پس از انقلاب، فوتبال مسجدسلیمان در سال ۱۳۶۷ در مسابقات جام فلق (ویژه تیم‌های منتخب شهرهای مختلف کشور) حضور یافت و به مقام قهرمانی کشور رسید. پس از انقلاب رقابت تیم‌های نفتون، دارایی، نفت، استقلال، پرسپولیس، شاهین، قدس، آزادگان و نمره یک در دهه ۶۰ مشتاقان زیادی را به استادیوم این شهر می‌کشاند.

### راه‌یابی به لیگ یک
نفت مسجدسلیمان با کسب مقام دوم در لیگ دو ۸۹–۱۳۸۸، جواز حضور در رقابتهای لیگ یک را به دست آورد و در اولین تجربه حضور خود در لیگ آزادگان ۹۰–۱۳۸۹ توانست تا رده چهارم جدول لیگ دسته یک صعود نماید. تیم نفت در لیگ آزادگان ۹۲–۱۳۹۱ مدت زیادی در صدر بود و شانس صعود مستقیم به لیگ برتر محسوب می‌شد، اما به این مهم نرسید.

### راه‌یابی به لیگ برتر
تیم نفت مسجد سلیمان برای اولین بار در سال ۱۳۹۳، با کسب مقام دوم در لیگ آزادگان، سهمیه ورود به لیگ برتر ایران را به دست آورد و در سال ۱۳۹۷ با با هدایت محمود فکری با قهرمانی در لیگ آزادگان برای دومین بار به لیگ برتر صعود کرد.

## عملکرد فصل به فصل
| فصل       | لیگ                | لیگ     | لیگ  | لیگ | لیگ   | لیگ  | لیگ | لیگ   | لیگ    | لیگ           | جام حذفی   | توضیحات |
| فصل       | دسته               | سطح لیگ | بازی | برد | مساوی | باخت | زده | خورده | امتیاز | جایگاه        | جام حذفی   | توضیحات |
| --------- | ------------------ | ------- | ---- | --- | ----- | ---- | --- | ----- | ------ | ------------- | ---------- | ------- |
| ۸۹–۱۳۸۸   | لیگ دسته دوم       | سه      | ۲۴   | ۱۴  | ۴     | ۶    | ۳۸  | ۱۷    | ۴۶     | دوم           | مرحله دوم  | صعود    |
| ۹۰–۱۳۸۹   | لیگ آزادگان        | دو      | ۲۶   | ۸   | ۱۱    | ۷    | ۳۳  | ۳۲    | ۳۵     | چهارم گروه(۱) | ۱/۸ نهایی  |         |
| ۹۱–۱۳۹۰   | لیگ آزادگان        | دو      | ۲۶   | ۸   | ۱۰    | ۸    | ۲۵  | ۲۶    | ۳۴     | هشتم گروه(۲)  | مرحله سوم  |         |
| ۹۲–۱۳۹۱   | لیگ آزادگان        | دو      | ۲۶   | ۱۳  | ۶     | ۷    | ۴۱  | ۳۱    | ۴۵     | سوم گروه(۱)   | ۱/۱۶ نهایی |         |
| ۹۳–۱۳۹۲   | لیگ آزادگان        | دو      | ۲۵   | ۱۲  | ۷     | ۶    | ۳۱  | ۲۳    | ۴۳     | دوم           | ۱/۸ نهایی  | صعود    |
| ۹۴–۱۳۹۳   | لیگ برتر خلیج فارس | یک      | ۳۰   | ۳   | ۱۳    | ۱۴   | ۱۹  | ۳۹    | ۲۲     | شانزدهم       | ۱/۸ نهایی  | سقوط    |
| ۹۵–۱۳۹۴   | لیگ آزادگان        | دو      | ۳۸   | ۱۰  | ۱۸    | ۱۰   | ۳۹  | ۳۹    | ۴۸     | دهم           | شرکت نکرد  |         |
| ۹۶–۱۳۹۵   | لیگ آزادگان        | دو      | ۳۴   | ۷   | ۱۶    | ۱۱   | ۳۳  | ۳۲    | ۳۷     | سیزدهم        | ۱/۸ نهایی  |         |
| ۹۷–۱۳۹۶   | لیگ آزادگان        | دو      | ۳۴   | ۱۸  | ۱۱    | ۵    | ۴۶  | ۲۵    | ۶۵     | اول           | ۱/۱۶ نهایی | صعود    |
| ۹۸–۱۳۹۷   | لیگ برتر خلیج فارس | یک      | ۳۰   | ۳   | ۱۳    | ۱۴   | ۱۶  | ۳۴    | ۲۲     | چهاردهم       | ۱/۱۶ نهایی |         |
| ۹۹–۱۳۹۸   | لیگ برتر خلیج فارس | یک      | ۳۰   | ۷   | ۱۷    | ۶    | ۲۴  | ۲۲    | ۳۸     | هشتم          | نیمه نهایی |         |
| ۱۳۹۹–۱۴۰۰ | لیگ برتر خلیج فارس | یک      | ۳۰   | ۷   | ۱۰    | ۱۳   | ۲۱  | ۲۹    | ۳۱     | سیزدهم        | ۱/۱۶ نهایی |         |
| ۱۴۰۰–۱۴۰۱ | لیگ برتر خلیج فارس | یک      | ۳۰   | ۳   | ۱۳    | ۱۴   | ۱۴  | ۳۵    | ۲۲     | چهاردهم       | ۱/۸ نهایی  |         |
| ۱۴۰۱–۱۴۰۲ | لیگ برتر خلیج فارس | یک      | ٣۰   | ۴   | ۸     | ۱۸   | ٢٢  | ۵٩    | ٢۰     | شانزدهم       | ۱/۱۶ نهایی | سقوط    |
| ۱۴۰۲-۰۳   | لیگ آزادگان        | دو      | ۳۴   | ۱۶  | ۱۳    | ۵    | ۴۷  | ۲۹    | ۵۸     | چهارم         | مرحله سوم  |         |
| ۱۴۰۳-۰۴   | لیگ آزادگان        | دو      | ۳۴   | ۶   | ۱۵    | ۱۳   | ۲۹  | ۳۶    | ۳۳     | شانزدهم       | مرحله سوم  | سقوط    |

## ورزشگاه

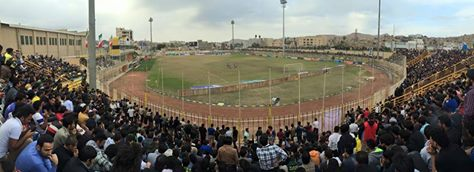
نمایی از ورزشگاه شهید بهنام محمدی

ورزشگاه اصلی تیم نفت، ورزشگاه بهنام محمدی واقع در منطقه نمره چهل مسجدسلیمان می‌باشد. این ورزشگاه را می‌توان اولین زمین فوتبال مدرن در ایران نامید، که دارای زهکشی و ابعاد استاندارد می‌باشد. این ورزشگاه دارای قدمتی یکصد ساله می‌باشد و مقارن با اکتشاف نفت در مسجدسلیمان احداث گردیده‌است (۱۹۰۸م). پس از صعود تیم نفت مسجدسلیمان سازمان لیگ تصمیم گرفت که گنجایش ورزشگاه را افزایش یابد و امکاناتی از جمله هتل و فرودگاه و … به منظور توسعه و ارتقای استانداردها بسازد.

## هیئت مدیره
اعضای هیئت مدیره باشگاه نفت مسجد سلیمان عبارتند از:
- ابوذر شجاعی (مدیرعامل)
- محمد خانچی (رئیس هیئت مدیره)
- داریوش حسن پور (عضو هیئت مدیره)
- محمد علی احمدی (عضو هیئت مدیره)
- امیر محتشم حاجی‌پور (عضو هیئت مدیره)

## بازیکنان

### بازیکنان کنونی
باشگاه‌های ایرانی در هر فصل می‌توانند از ۲۰ بازیکن بزرگسال، ۵ بازیکن زیر ۲۳ سال -۱۰ بازیکن جوان و ۴ بازیکن خارجی که یک آسیایی باید میانشان باشد استفاده کنند. فهرست زیر بازیکنان کنونی نفت مسجدسلیمان را نشان می‌دهد.
| شماره |       | نقش       | بازیکن          |
| ----- | ----- | --------- | --------------- |
| ۱     | ایران | دروازه‌بان | وحید اصغرزاده   |
| ۲     | ایران | مدافع     | رضا احمدیان‌زاده |
| ۳     | ایران | مدافع     | محمد شاه‌محمدی   |
| ۱۰    | ایران | هافبک     | عباس عسکری      |
| ۱۶    | ایران | دروازه‌بان | فرزان همولی     |
| ۲۰    | ایران | مهاجم     | سجاد موسوی      |
| ۲۳    | ایران | هافبک     | محمد احمدی      |
| ۳۰    | ایران | دروازه‌بان | ابوالفضل بویری  |
| ۶۸    | ایران | مهاجم     | فرزان دانا      |

| شماره |       | نقش   | بازیکن          |
| ----- | ----- | ----- | --------------- |
| ۷۰    | ایران | مدافع | علیرضا ابراهیمی |
| ۷۲    | ایران | مهاجم | رضا علیجانی     |
| ۸۰    | ایران | هافبک | دانیال نوذری    |
| ۸۶    | ایران | مدافع | متین پارسا      |
| ۸۸    | ایران | مهاجم | مرتضی نگهداری   |
| ۹۹    | ایران | هافبک | علی جراح        |
|       | ایران | مدافع | میلاد محسنی     |
|       | ایران | هافبک | بابک مرادی      |
|       | ایران | هافبک | محمد بیرانوند   |

### بازیکنان خارجی
فهرست بازیکنان خارجی باشگاه فوتبال نفت مسجدسلیمان شامل بازیکنانی می‌شود که با تابعیت غیر ایرانی برای باشگاه فوتبال نفت بازی کرده‌اند.
| ردیف | نام             | کشور      | پست       | دوران بازی | بازی | گل |
| ---- | --------------- | --------- | --------- | ---------- | ---- | -- |
| ۱    | گئورگی گئورگیف  | بلغارستان | دروازه‌بان | ۱۳۹۳–۱۳۹۴  | ۱۲   | ۰  |
| ۲    | روسلان ملزدینوف | ازبکستان  | مدافع     | ۱۳۹۴       | ۱۰   | ۰  |
| ۳    | الکساندر پاشنکو | مولداوی   | هافبک     | ۱۳۹۴       | ۱۲   | ۱  |
| ۴    | مارانهائو       | برزیل     | مهاجم     | ۱۳۹۳–۱۳۹۴  | ۱۳   | ۲  |
| ۵    | موسی کولیبالی   | مالی      | مدافع     | ۱۳۹۷–۱۳۹۸  | ۲۶   | ۱  |
| ۶    | کرار جاسم       | عراق      | هافبک     | ۱۴۰۰–۱۴۰۱  | ۸    | ۱  |

- بازیکنانی که نامشان پررنگ نوشته شده‌است، سابقهٔ ملی در تیم ملی کشورشان را دارند.

به روز رسانی: ۲۱ تیر ۱۴۰۱

## افتخارات

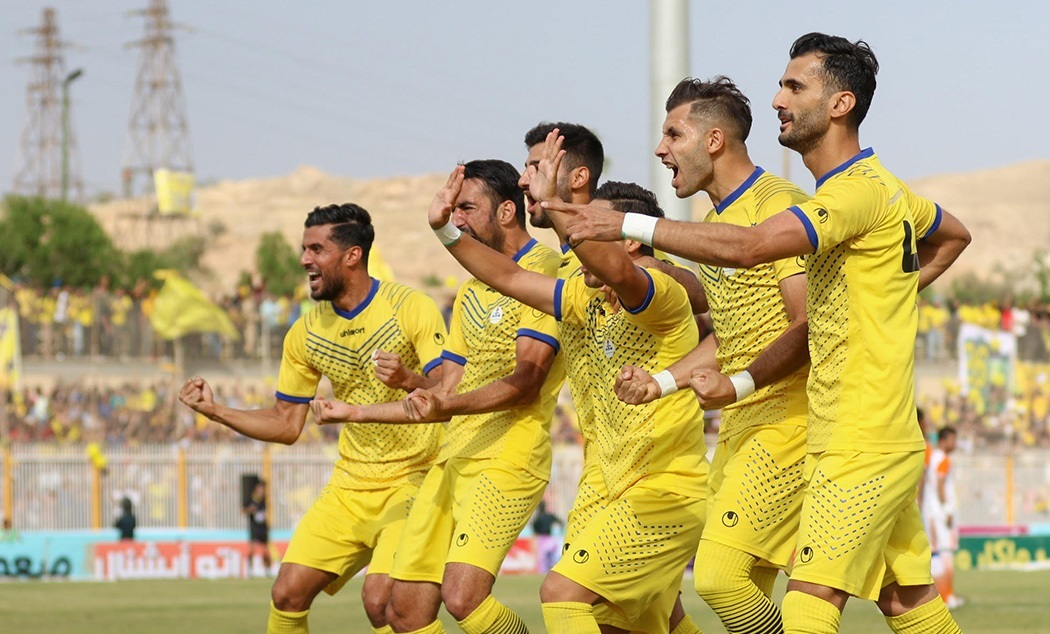
بازیکنان نفت مسجدسلیمان در آخرین مسابقه فصل ۹۷_۱۳۹۶ لیگ آزادگان صعود به لیگ برتر را جشن می‌گیرند.

- لیگ آزادگان
  -  قهرمان(۱) : ۹۷–۱۳۹۶
  -  نایب قهرمان(۱): ۹۳–۱۳۹۲
- لیگ دسته دوم ایران
  -  نایب قهرمان(۱): ۸۹–۱۳۸۸

## لباس
لباس اول تیم نفت مسجدسلیمان زرد رنگ است و دوم لباس این تیم به دو رنگ سفید و سیاه است. این لباس‌ها با الهام از لباس مردانهٔ مردم لر بختیاری که چوقا نامیده می‌شود طراحی شده‌است.